# 孔特维尔 (滨海塞纳省)
孔特维尔（法語：Conteville，法語發音：[kɔ̃tvil] ⓘ）是法国滨海塞纳省的一个市镇，属于迪耶普区。

## 地理
孔特维尔（49°41'40"N, 1°38'3"E）面积13.71 平方千米，位于法国诺曼底大区滨海塞纳省，该省份为法国北部沿海省份，其西部及北部濒大西洋英吉利海峡，东起顺时针与索姆省、瓦兹省、厄尔省和卡爾瓦多斯省接壤。
与孔特维尔接壤的市镇（或旧市镇、城区）包括：克里基耶、加耶方丹、欧德里库尔、龙舒瓦。

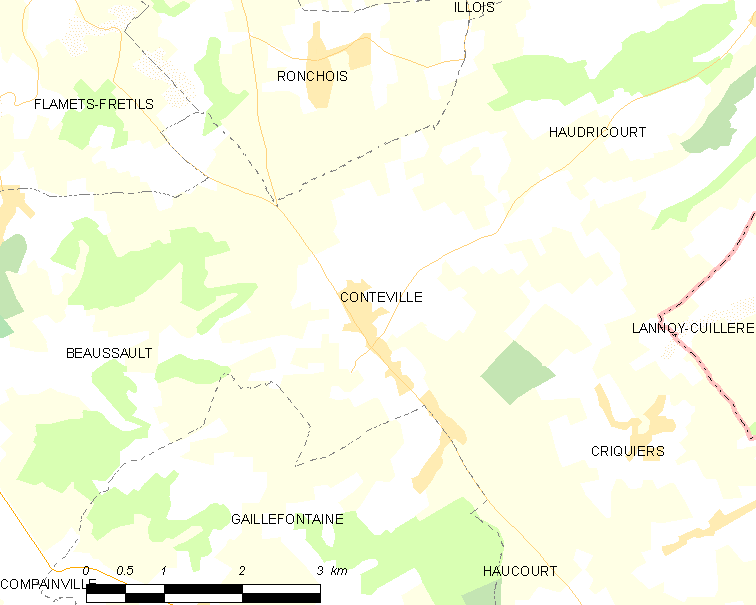
的OSM定位图

孔特维尔的时区为UTC+01:00、UTC+02:00（夏令时）。

## 行政
孔特维尔的邮政编码为76390，INSEE市镇编码为76186。

## 政治
孔特维尔所属的省级选区为布赖地区古尔奈县。

## 人口

1962-2008年间人口变化图示

孔特维尔于2022年1月1日时的人口数量为504人。